# Spathidexia creolensis
Spathidexia creolensis là một loài ruồi trong họ Tachinidae.